# Saccogynidium bidentulum
Saccogynidium bidentulum là một loài rêu tản trong họ Geocalycaceae. Loài này được (Horik.) P.C. Chen miêu tả khoa học lần đầu tiên năm.